# Alexander Fuks
Alexander Fuks (Nascimento em 30 de maio de 1917 - Morte em 29 de novembro de 1978) foi um historiador, arqueólogo e papirologista de origem alemã, mais tarde israelense. Ele trabalhou com Victor Tcherikover e Menahem Stern na edição padrão de papiros judeus. Ele era um especialista no estudo do judaísmo helenístico.